# درزیکلا نصیرائی
درزیکلانصیرایی، روستایی است از توابع بخش گتاب شهرستان بابل در استان مازندران ایران.
برجسته ترین افراد این منطقه در طول تاریخ محمد نصیر بار فروشی ملقب به ملانصیرا و محمد نصیر بارفروشی اخباری می باشد.
شهرت  او در عصر خود و در سطح مازندران به علت حضور وی در شورای کبیر موسسان بوده است که نادر شاه افشار در دشت مغان و در اسفند سال ۱۱۴۸ هجری قمری با حضور علمای طراز اول استان ها برگزار کرده بود. ملا نصیرا به عنوان مجتهد طراز اول مازندران و شخصیت ممتاز این منطقه با دعوت میرزا مهدی استرآبادی بن محمد نصیر و نادر شاه افشار در آن مجلس حاضر بود.

## جمعیت
این روستا در دهستان گتاب شمالی قرار دارد و براساس سرشماری مرکز آمار ایران در سال ۱۳۸۵، جمعیت آن ۱۸۲۸ نفر (۴۵۷خانوار) بوده‌است.